# Tuuholmi
Tuuholmi är en ö i Finland. Den ligger i Finska viken och i kommunen Vederlax i landskapet Kymmenedalen, i den södra delen av landet. Ön ligger omkring 45 kilometer öster om Kotka och omkring 160 kilometer öster om Helsingfors.
Öns area är 29,6 hektar och dess största längd är 1 kilometer i sydöst-nordvästlig riktning.